# Nowy Grabiąż
Nowy Grabiąż [ˈnɔvɨ ˈɡrabʲɔ̃ʂ] (tiếng Đức: Neu Grabunz)  là một khu định cư ở quận hành chính của Gmina Barwice, trong Szczecinek County, Zachodniopomorskie, ở tây bắc Ba Lan. Nó nằm khoảng 4 kilômét (2 mi)   về phía đông nam của Barwice, 21 km (13 mi) về phía tây của Szczecinek và 124 km (77 mi) về phía đông của thủ đô khu vực Szczecin.
Trước năm 1945, khu vực này là một phần của Đức. Đối với lịch sử của khu vực, xem Lịch sử của Pomerania.